# Nieuport-Delage NiD 29
Il Nieuport-Delage NiD 29 era un aereo da caccia monomotore biplano prodotto dall'azienda francese Société Anonyme des Établissements Nieuport tra la fine degli anni dieci e l'inizio degli anni venti.
Sviluppato dal precedente Nieuport 28, fu il primo aereo dell'azienda francese ad entrare in servizio dopo la fine della prima guerra mondiale ed il primo equipaggiato con un motore raffreddato a liquido, risultando il più veloce tra i velivoli da caccia coevi.
Degli oltre duemila esemplari realizzati dall'originaria Nieuport e dalla Nieuport-Astra che le succedette nel 1921, la maggior parte fu esportata o prodotta su licenza all'estero, risultando fondamentale per superare il difficile momento di crollo della domanda di aerei militari immediatamente successivo al termine della Grande Guerra. Fu il capostipite di una serie di aerei da corsa che si aggiudicarono il record di velocità nelle competizioni Gordon Bennett Trophy del 1920 (con una velocità di 274,60 km/h pilotato da Joseph Sadi-Lecointe) e Coupe Deutsch de la Meurthe del 1922 (con una velocità di 289,90 km/h pilotato da Fernand Lasne).

## Storia del progetto
Verso la fine del 1917, furono realizzati due prototipi equipaggiati con due differenti motori rotativi a stella: un prototipo con il Gnôme 9N Monosoupape da 165 hp, l'altro con il Le Rhône 9R da 170 hp.
Il primo prototipo, simile al Nieuport 28 di cui conservava sostanzialmente le forme, ma con la struttura della fusoliera in legno monoscocca, il posto di guida semplificato e i piani di coda completamente ridisegnati, raggiunse una velocità di 198 km/h a 2000 m, comparabile a quella del Nieuport 28. Il secondo prototipo raggiunse una velocità di 170 km/h, tale da non giustificare una produzione di serie.
Nel novembre 1917 fu approntato un nuovo prototipo equipaggiato con un motore rotativo Clerget 11F da 200 hp. Aveva una superficie alare di 21 m² e l'ala inferiore dotata di un diedro maggiore dell'ala superiore.
Equipaggiato con due mitragliatrici Vickers, con un peso totale di 850 kg, raggiunse una velocità massima di 200 km/h, con un tempo di salita di 12 minuti a 4000 m.
Era evidente oramai che il motore rotativo raffreddato ad aria non era più suscettibile di ulteriori sviluppi e Gustave Delage decise orientarsi verso unità propulsive raffreddate ad acqua.
Il primo Nieuport dotato di motore raffreddato ad acqua continuava ad essere basato sulla cellula del Nieuport 28: stessa fusoliera, stesso carrello d'atterraggio e stessi piani di coda. Le ali erano di uguale corda con estremità arrotondate, ma con una maggiore separazione verticale. Il motore era un Lorraine-Dietrich, un 8 cilindri a V da 240 hp azionante un'elica quadripala con il radiatore posizionato tra i due banchi dei cilindri accuratamente carenati. I test eseguiti nell'ottobre del 1917, diedero a Gustave Delage la conferma che stava lavorando nella giusta direzione. Le attività sul prototipo proseguirono per tutto il gennaio 1918 e un nuovo prototipo vide la luce nel febbraio 1918. Le due ali, entrambe dotate di alettoni a compensazione aerodinamica, furono ravvicinate e presentavano un leggero angolo di freccia. Il motore era lo stesso Lorraine-Dietrich modificato per raggiungere una potenza di 275 hp.
Fra il marzo e il maggio 1918 la versione che sarà poi definitiva, equipaggiata da un motore Hispano-Suiza 8Fb, fu oggetto di prove comparative con quella precedente. Il nuovo prototipo aveva un peso a vuoto notevolmente maggiore (867 kg contro 535 kg) ma le prestazioni erano migliorate: la velocità massima a 1 000 metri di quota era di 224 km/h contro 201 km/h e, nonostante impiegasse 30 secondi in più per raggiungere i 1 000 metri, poteva raggiungere i 5 000 metri in 18 minuti e 40 secondi, contro i 26 minuti e 44 secondi della versione con motore Lorraine.
Questo modello, con lievi modifiche, fu usato per partecipare al concorso indetto nel maggio del 1918 dal Servizio Tecnico dell'Aeronautica Militare Francese (Service Technique de L'Aéronatique - STAé) per un nuovo caccia nell'ambito del Programme des Avions Nouveax.
Al nuovo caccia si richiedeva una velocità massima di 240 km/h a 3000 m, un armamento costituito da due mitragliatrice sincronizzate o un cannone, un coefficiente di robustezza pari a 5,5, una quota di tangenza di 7500 m (ridotta a 7000 m nel caso di armamento costituito da un cannone).
Nel mese di luglio il prototipo c/n 12001 effettuò le prove comparative con lo SPAD S.XXI, il Sopwith Dolphin e il Martinsyde F.4 Buzzard, tutti equipaggiati con lo stesso motore Hispano-Suiza. Il Nieuport risultò il più veloce con una velocità di 218 km/h a 2 000 m, risultando meno competitivo in quanto a rateo di salita.
Per migliorare le prestazioni in quota furono introdotte varie modifiche: adozione di un turbocompressore Rateau i cui studi erano iniziati già nel 1917, la diminuzione del carico alare, ottenuto aumentando la superficie alare a 26,84 m² (questa modifica ebbe come conseguenza l'adozione di una coppia ulteriore di montanti per parte), riduzione del peso totale. Nelle valutazioni del settembre successivo, il secondo prototipo approntato (c/n 12002) raggiunse i 5000 m in 13 minuti e 26 secondi con una velocità massima di 236 km/h, risultando superiore a tutti i suoi concorrenti. A causa di un incidente avvenuto durante il test, fu necessario introdurre ulteriori modifiche, che furono completate a guerra oramai finita.
I test ripresero nel maggio del 1919 con uno dei prototipi (c/n 12003). Nonostante un leggero calo delle prestazioni, il Nieuport 29 fu giudicato un velivolo eccellente, con controlli bilanciati, ottima maneggevolezza ed una buona visibilità al decollo e all'atterraggio.
Il 14 giugno 1919, il sottotenente Jean Casale raggiunse con il prototipo l'altitudine di 9123 m superando le specifiche richieste dallo STAé e stabilendo un nuovo primato di altezza. Il nuovo caccia venne quindi adottato dall'Aéronautique Militaire con la denominazione Nieuport-Delage NiD 29 C1 (Chasseur monoposto)

## Tecnica

### Cellula
Il Nieuport NiD 29 era un caccia monoposto, biplano con ali di uguale apertura. Il guscio della fusoliera era costituito da strisce di tulipier incollati a caldo di 50 millimetri di larghezza e 0,8 millimetri di spessore avvolte a spirale attorno ad uno stampo che includeva lo stabilizzatore verticale e le parti fisse dei piani di coda. Per la fusoliera, un totale di sei strati erano incollati alternativamente a 90° fino a raggiungere uno spessore di 5,4 millimetri riducendosi a tre strati per dare uno spessore di 2,7 millimetri nella parte posteriore. Anche la parte fissa dei piani di coda verticali e orizzontali erano modellati su tre strati.
La fusoliera era rinforzata internamente da una struttura composta da sedici longheroni in legno di peccio (o spruce, in lingua inglese) e quattro ordinate di compensato da 10 millimetri.
Esternamente era rifinita con una copertura in lino e lacca di cellulosa.
Una rete metallica sul muso copriva un condotto in alluminio che convogliava l'aria di raffreddamento nel compartimento del motore.

### Motori
Il motore era uno Hispano Suiza 8Fd raffreddato ad acqua con 8 cilindri disposti a V di 90°.
Erogava una potenza di 320 hp con un peso di 275 kg. Il rapporto potenza/peso superiore a uno era molto avanzato per l'epoca. Il raffreddamento era fornito da due radiatori Lamblin disposti tra la struttura a V del carrello.

### Sistemi e impianti
Un serbatoio di 147 litri era installato tra il vano motore e l'abitacolo. Il carburante era pompato tramite una pompa Weymann in due serbatoi a gravità di 30 litri ciascuno, installati sull'ala superiore. Il serbatoio dell'olio da 22 litri di capacità era installato direttamente sotto il motore.

### Superfici alari
Le due ali erano di eguale apertura e corda, con estremità arrotondate. La struttura di ognuna era costituita da due longheroni in spruce con ventisei centine in compensato per semiala superiore e ventisette per quella inferiore, rinforzate internamente da una crociera di cavi d'acciaio. Il rivestimento delle semiali era in lino. Il bordo d'attacco alare era rivestito in compensato fino al longherone anteriore. Gli alettoni bilanciati erano installati solo sull'ala inferiore, costruiti in spruce e ricoperti in lino. Il movimento era assicurato da leve e bielle attraverso tubi di torsione installati nella fusoliera. 
Il carrello era costituito da due strutture a V formate da sei strati di lamine di legno incollati insieme e fissati alla fusoliera da supporti imbullonati alle ordinate in compensato. L'assale terminava con due pneumatici di dimensioni 700 x 1000 millimetri.

### Armamento
L'armamento era costituito da due mitragliatrici Vickers calibro 7,7 millimetri sparanti in caccia attraverso il disco dell'elica.

## Impiego operativo

### Francia
La prima serie di produzione si distingueva per tre fattori: una carenatura frontale più affusolata, un diverso disegno delle tubazione del sistema di lubrificazione, un'elica bipala Lumiere 144C di 2,5 metri di diametro.
Con la riduzione delle spese per gli armamenti conseguenti alla fine della guerra, l'ordine di produzione del Nieuport-Delage NiD 29 giunse solo nel 1920. La produzione venne suddivisa tra vari costruttori: non solo la Nieuport nella fabbrica di Issy-les-Moulineaux, ma anche Potez a Aubervilliers, Levasseur a Parigi, Bleriot-SPAD a Suresnes, Letord a Meudon, Farman a Boulogne-Billancourt e Schreck e Buscaylet a Argenteuil. Inoltre fu concessa la licenza di costruzione a diverse nazioni estere.
Le prime macchine cominciarono ad essere consegnate nel 1922, equipaggiando le squadriglie SPA 37, 81 e 93 basate in Germania. Seguirono le squadriglie degli 11ième, 2ième e 3ième Regiments d'Aviation basate rispettivamente a Thionville, Strasburgo e Châteauroux.
Il riequipaggiamento dei reparti aerei dell'Armee de terre con il Nieuport-Delage NiD 29 venne completato nel 1925 con la fornitura di 250 esemplari distribuiti tra 25 squadriglie, anche se alcune di queste erano equipaggiate con Spad 81. Il Nieuport-Delage NiD 29 rimase in servizio più a lungo di quanto previsto, perché non si riuscì ad individuare un suo degno sostituto nella competizione per un nuovo velivolo da caccia emesso nel 1924 ed altresì a causa dei ritardi nelle valutazioni per la competizione dell'anno successivo.
Nonostante il fatto che l'Aeronatique avesse emesso un ordine nel 1923 per ottanta Spad 81 e ottanta Dewoitine D.1, con l'intenzione di sostituire tutti gli Spad 13 e Spad 20, a causa dei problemi tecnici di quest'ultimo, si rese necessario estendere la produzione del Nieuport-Delage NiD 29 fino alla fine degli anni '20 quando tutti Nieuport-Delage NiD 29 erano stati completamente consegnati e iniziava la sostituzione con il Nieuport-Delage NiD-42/62. In totale furono consegnati all'Aeronatique Militaire Francaise più di 700 Nieuport-Delage NiD 29, di cui gli ultimi venti nel 1926.
Durante la cosiddetta Guerra del Rif in Marocco, nel novembre 1925, tre Nieuport-Delage Nid 29 furono modificati per il trasporto di 6 bombe da 10 kg dal capitano Joseph Sadi-Lecointe, già famoso collaudatore della Nieuport-Delage e vincitore di numerose manifestazioni sportive, ed utilizzati contro le tribù berbere ribelli.

### Italia
L'Italia acquistò la licenza di costruzione del Nieuport NiD 29 nel 1923, anno di fondazione della Regia Aeronautica.
Le prime sei macchine giunsero direttamente dalla Francia, mentre ulteriori 175 furono costruiti dalla Macchi e dalla Caproni.
Agli esemplari forniti direttamente dalla Francia furono assegnate le matricole militari MM34, MM35, MM36, MM37, MM58 e MM59.
Tra luglio 1923 e marzo 1924 furono costruiti cinquanta esemplari dalla Macchi (MM da 1000 a 1049) e cinquanta dalla Caproni tra agosto 1923 e giugno 1924 (MM da 1050 a 1099). Un ulteriore lotto di trenta esemplari fu costruito nel corso del 1924. Gli ultimi esemplari furono costruiti dalla Macchi in numero di 15 nel 1929 con numeri di serie da 1700 a 1714.
Tra il 1924 e il 1925, i Nieuport NiD 29 equipaggiarono i reparti della neonata Regia Aeronautica sostituendo gli SPAD S.VII, SPAD S.XIII e gli Hanriot HD.1 distribuiti nelle squadriglie 76ª Squadriglia caccia, 84ª Squadriglia e 91ª Squadriglia del 7º Gruppo Autonomo Caccia Terrestre, e 70ª Squadriglia caccia, 74ª Squadriglia e 75ª Squadriglia caccia del 23º Gruppo e Aerocentro Caccia di Ghedi del 1º Stormo Caccia Terrestre.
Al 25 dicembre 1925 sono in linea nel 7º Gruppo Caccia Terrestre del 2º Stormo.

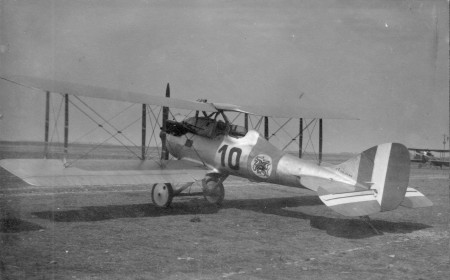
Nieuport-Delage NiD29 della 70ª^ Squadriglia del 23º Gruppo

### Argentina
L'Argentina acquistò un piccolo numero di NiD 29 che vennero impiegati dal Gruppo de Aviacion 1 dell'Aviation Militar. Furono utilizzati per breve tempo e principalmente come ricognitori

### Belgio
In Belgio, l'Aviation Militarire Belge acquistò venti Nieuport NiD 29 direttamente dalla Francia, mentre alti ottantasette furono costruiti su licenza dalla SABCA e consegnati tra il gennaio 1924 e l'ottobre 1926, andando ad equipaggiare le Escadrille 9 e 10. L'aeronautica belga utilizzò anche alcuni esemplari nella versione biposto da addestramento (E.T.1) con motore Hispano Suiza da 180 hp.

### Giappone
Nel 1923 alcuni Nieuport NiD 29 furono importati in Giappone, per sostituire gli He.1 e Ko.3 (i Nieuport 24 prodotti localmente) come aereo da caccia.
La Nakajima Hikōki ottenne successivamente la licenza di costruzione, denominandolo Nakajima Ko.4.
Il primo esemplare venne costruito nel 1923, con componenti giunti direttamente dalla Francia. Con poche modifiche, la produzione continuò fino al gennaio 1932, con una produzione totale di ben 608 velivoli, facendo dell'Esercito giapponese il maggior utilizzatore dell'NiD 29 dopo la Francia.

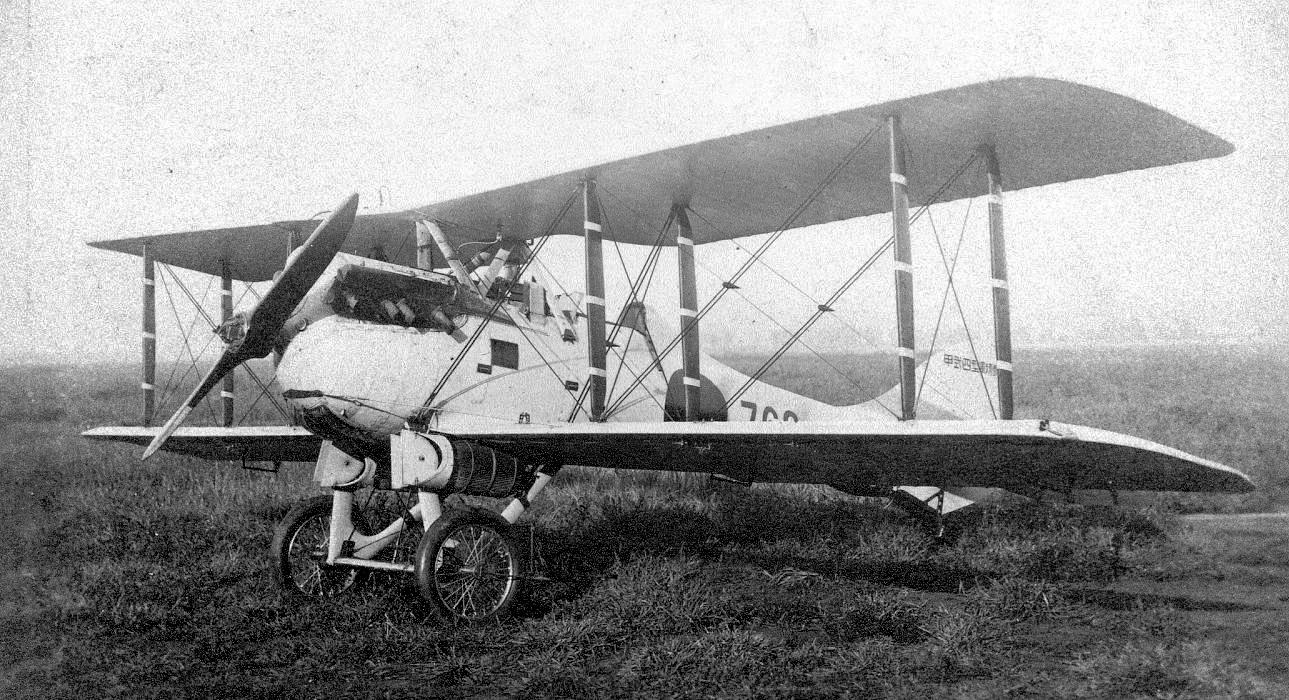
NiD29 costruito su licenza dalla Nakajima come Ko-4

In servizio dal 1925, il Nakajima Ko.4 restò operativo fino al 1932, venendo sostituito dal Nakajima Type 91. Distribuito a diversi reparti del Servizio Aeronautico dell'Esercito Imperiale Giapponese (Reggimenti Aerei 1,3,4,7 e 8), prese parte durante la seconda guerra sino-giapponese agli incidenti avvenuti in Manciuria e a Shangai, senza comunque incontrare opposizione. Dopo essere stati ritirati dal servizio operativo, alcuni esemplari furono utilizzati per scopi civili e addestramento fino al 1937.

### Spagna
il Servicio de Aeronautica dell'esercito spagnolo ordinò quaranta Nieuport NiD 29, che costituirono l'equipaggiamento delle squadriglie da caccia basate a Getafe (alla guida del capitano J.G. Gallarza) e a Melilla in Marocco dove sostituirono i Martinsyde F.4 Buzzard della squadriglia del capitano EV. Camino. Quest'ultimi rientrarono in madrepatria nel novembre del 1925, per venire sostituiti dai Nieuport-Delage NiD-52 nel 1931.

### Svezia
La Svezia acquistò dieci Nieuport-Delage Nid 29 per la Flygvapnet nel 1926, dando loro la designazione J2, ed assegnandoli alla squadriglia F3 basata a Malslatt, ma a causa di diversi inconvenenti tecnici, nel corso del 1928 furono assegnati alla squadriglia di addestramento F5 basata a Ljungbyhed.

### Thailandia
Il Reale Servizio Aeronautico Siamese (ora Reale aeronautica militare thailandese) acquistò un certo numero di Nieuport-Delange NiD 29 nel corso degli anni venti, equipaggiando il 1st Pursuit Group. Alcuni Nieuport erano ancora in servizio nel 1940 e parteciparono agli scontri contro le forze di Vichy.

## Utilizzatori
Argentina
- Ejército Argentino
  - Servicio Aéronautico del Ejército

 Belgio
- Aviation militaire/Militair Vliegwezen

 Francia
- Armée de terre
  - Aéronautique Militaire
- Armée de l'air
- Marine nationale
  - Aéronautique navale

 Italia
- Regio Esercito
  - Corpo Aeronautico Militare

 Giappone
- Dai-Nippon Teikoku Rikugun
  - Dai-Nippon Teikoku Rikugun Kōkū Hombu

operò con esemplari realizzati localmente su licenza e indicati come Ko.4.
 Manciukuò
- Dai-Manshū Teikoku Kūgun

operò con un singolo NiD 29 ex Esercito Imperiale giapponese come equipaggiamento iniziale della nuova forza aerea nel 1937.
 Siam
- Krom Akatsayan

operò con esemplari identificati come บ.ข.๔ (B.Kh4 o caccia tipo 4)
 Spagna
- Aeronáutica Militar

 Svezia
- Svenska flygvapnet

### Annotazioni
1. ↑  La bibliografia nelle varie lingue non concorda, per la mancanza di una rigida convenzione di designazione richiesta dalle forze armate francesi, nella designazione del modello, NiD.29 o NiD 29 (con punto e spazio) prevalenti in quella in lingua inglese, NiD-29 o Ni-D 29 in francese.

### Fonti
1. 1 2 3  Sanger 2002, p. 166.
2. ↑  FAI Record numero 15494
3. ↑  Hartmann 2013, p. 5.
4. ↑  Sanger 2002, p. 159.
5. ↑  Sanger 2002, p. 163.
6. ↑  Andersson 2008, p. 172.

### Pubblicazioni
- (FR) Gérard Hartmann, Les avions Nieuport-Delage (PDF), 4 maggio 2013, ISBN non esistente. URL consultato il 1º novembre 2014.